# Sonata piano số 10 (Mozart)
Sonata piano số 10 của Wolfgang Amadeus Mozart Đô trưởng, K. 330 / 300h, là một trong bộ ba bản sonata K.330-K.332. Sonata được viết năm 1783, khi Mozart 27 tuổi. Nó được xuất bản cùng với hai bản sonata K.331 và K.332 năm 1784. Thời gian biểu diễn bản sonata kéo dài khoảng hai mươi phút.
Đây là một trong những bản sonata nổi tiếng nhất của Mozart. Bản gốc tác phẩm được lưu giữ trong thư viện Jagiellonian, Kraków.

## Các phần
Sonata bao gồm 3 phần:
1. Allegro moderato
2. Andante cantabile Fa trưởng
3. Allegretto

### I: Allegro moderato
Phần đầu tiên thường kéo dài từ 5-9 phút, phụ thuộc vào việc có chơi đầy đủ các phần lặp lại hay không. Phần đầu tiên sử dụng kĩ thuật "trang trí âm nhạc"(gữ nguyên củ đề chính và thêm thắt các nốt luyến láy).

### II: Andante cantabile
Phần thứ hai cần 5-7 phút để biểu diễn. Phần kết thúc của đoạn này đã bị mất, và một đoạn với khóa Fa trưởng được thêm vào trong lần xuất bản năm 1784.

### III: Allegretto
Phần cuối là phần mạnh mẽ nhất, mang nhiều năng lượng nhất trong 3 phần. Cần khoảng 3-5 phút để biểu diễn đầy đủ. Cũng như phần 2, vài khuông nhạc của phần 3 cũng bị mất. Phần kết cuối cùng gồm 3 nhịp mạnh mẽ, làm người nghe khá bất ngờ khi trước đó là những nốt nhạc nhẹ nhàng và những hợp âm rải.